# 梁冬春
梁冬春（1955年12月—），浙江温岭人；中国人民解放军将领，少将军衔。1970年12月入解放军服役，成为职业军人；北京大学应用社会学专业社会经济发展与管理在职研究生学历。1971年8月加入中国共产党。曾任中共重庆市委常委、中国人民解放军重庆警备区政治委员。
曾参加对越自卫反击战。历任13军战士、班长、排长、连副政治指导员、营政治教导员、团政治处主任、团政治委员、师副政治委员；成都军区政治部干部部副部长、部长，军区装备部副部长等职。2007年7月任重庆警备区政治委员，同年11月任中共重庆市委常委。2014年10月11日卸任重庆市委常委，任成都军区政治部副主任。